# ГРАНТУМ
Накопительный пенсионный фонд ГРАНТУМ — казахстанская компания. Полное наименование — АО "Накопительный пенсионный фонд «ГРАНТУМ» ДО АО «Казкоммерцбанк». Штаб-квартира компании расположена в Алма-Ате.
С 2014 года произошло слияние всех частных НПФ. В результате теперь один пенсионный фонд именуемый Единый Накопительный Пенсионный Фонд (ЕНПФ).

## История
Компания основана в 1998 году под именем «АБН АМРО Накопительный пенсионный фонд» c участием крупной международной финансовой группы ABN AMRO (Голландия). В 2001 году к фонду присоединен ЗАО «ОНПФ „КаспийМунайГаз“ ифонд был переименован в АО „ABN AMRO КаспийМунайГаз“ НПФ». В 2004 году к фонду присоединен АО КНПФ «Филип Моррис Казахстан». С 2005 года АО «Казкоммерцбанк» стал основным акционером Фонда после приобретения 80,01 % его акций у АО ДАБ «ABN AMRO Банк Казахстан».

## Собственники и руководство
Основные владельцы компании: АО «Казкоммерцбанк» — 82,52 % акций
Председатель совета директоров компании — Мокроусов Сергей Дмитриевич, Председатель Правления — Сычёв Алексей Геннадьевич.

## Деятельность
ГРАНТУМ НПФ — один из крупнейших пенсионных фондов Республики Казахстан, является абсолютным лидером по величине средних пенсионных накоплений вкладчиков, так как свои пенсионные накопления ему доверяют сотрудники ведущих казахстанских и иностранных компаний нефтегазового, финансового и телекоммуникационного секторов экономики страны.
ГРАНТУМ НПФ осуществляет свою деятельность на основании лицензии на осуществление деятельности по привлечению пенсионных взносов и осуществлению пенсионных выплат и деятельности на рынке ценных бумаг № 3.2.19/38/41, выданной АФН РК.
Настоящая лицензия дает право на осуществление:
1. 1) деятельности по привлечению пенсионных взносов и осуществлению

пенсионных выплат;
1. 2) деятельности на рынке ценных бумаг:

- осуществление брокерской и дилерской деятельности на рынке ценных

бумаг без права ведения счетов клиентов в качестве номинального
держателя;
- осуществление деятельности по инвестиционному управлению

пенсионными активами.

### Показатели деятельности
По состоянию на 1 декабря 2012 года
- Число вкладчиков — 400 816
- Пенсионные накопления — 299 млрд тенге
- Собственный капитал — 6,9 млрд тенге
- Средние накопления на 1-го вкладчика — 745,7 тыс. тенге